# Adidas džabulani
Adidas Džabulani je zvanična lopta za Svetsko prvenstvo u fudbalu 2010. godine, u Juznoj Africi. Lopta je prvi put predstavljena u Kejptaunu,u Južnoj Africi 4. decembra 2009. Džabulani znači na Zulu jeziku "radovati se", a napravljena je na Loughborough, Univerzitetu Velikoj Britaniji.
Lopta je takođe korišćena na Svetskom klupskom prvenstvu 2009. godine, u Ujedinjenim Arapskim Emiratima, kao i posebna verzija lopte, Džabulani Angola, koja je bila, zvanično, lopta za Afrički kup nacija 2010. godine. Ovom loptom je igrana i argentinska Klausura, kao i MLS sezona u SAD i to u bojama lige, plave i zelene.

## Dizajn
Lopta je izgrađena korišćenjem novog projekta, koji se sastoji od osam (smanjeno sa 14 na prošlom Svetskom prvenstvu) termički-spojenih, trodimenzionalnih panela. Oni su sferno-modelirani od etilen-vinil acetata (EVA) i termoplastičnog poliuretana (TPU). Na površini lopte postoje brazde, Adidas je razvio ovu tehnologiju koja se zove GripnGroove koja je nameravala da poboljša aerodinamiku lopte. Dizajn je dobio veliki akademski značaj, tako što se razvio u saradnji sa istraživačima iz Loughborough University, u Velikoj Britaniji.

## Boja
Lopta ima četiri trouglasta elementa dizajna na beloj pozadini. Jedanaest različitih boja se koristi, predstavljajući jedanaest igrača u fudbalskom timu, jedanaest zvaničnih jezika u Južnoj Africi i jedanaest Južnoafričkih zajednica. Džabulani Angola, koja se koristila na Afričkom kupu nacija 2010. u Angoli ima boje koje predstavljaju zastavu domaćina - žuta, crvena i crna. Za finale koje će se održati u Johanezburgu na stadionu Soker siti, 11. jula 2010, koristiće se posebna lopta sa zlatnim panelima. Lopta će se zvati "Jo'bulani", što označava nadimak Johanezburga, "Zlatni grad".

## Proizvodnja
Lopte se prave u Kini, korišćenjem lateks gume koja se proizvodi u Indiji, termoplastičnih elastomera poliuretana iz Tajvana, etilen vinil acetat, izotropni poliester / pamuk tkanine, lepak, i mastilo iz Kine.

## Lopta za finale svetskog prvenstva
Zlatna verzija Džabulani lopte, Jo'bulani je najavljena kao lopta za finale Svetskog prvenstva. Ime lopte inspirisano je gradom Johanezburgom, koji je često nazivan Jo'burg, i biće mesto održavanja finala. Ovo je drugi put da se za finale Svetskog prvenstva proizvede posebna lopta samo za tu priliku, prvi put je bilo proizvedena za Svetsko prvenstvo 2006. Samo će dva tima, finalisti, biti u mogućnosti da koriste ovu loptu.

## Spoljašnje veze
- Džabulani na sajtu FIFA-e Архивирано на веб-сајту  (27. јануар 2015)